# Rivière-Pilote
Rivière-Pilote är en ort och kommun i Martinique.  Den ligger i den sydöstra delen av Martinique, 23 km sydost om huvudstaden Fort-de-France.